# Passer ammodendri
Il passero del saxaul (Passer ammodendri Gould, 1872) è una specie di passeriforme della famiglia dei Passeridi diffuso in Asia centrale. Con una lunghezza di 14-16 centimetri ed un peso di 25-32 grammi, è uno dei passeri di maggiori dimensioni. I due sessi hanno un piumaggio che va dal grigio al beige e zampe che vanno dal beige al beige rosato. Le femmine hanno piumaggio e becco meno vistosi, senza le bande nere che ornano la testa del maschio. I segni sulla testa presenti in entrambi i sessi sono sufficientemente distintivi da evitare alla specie di essere confusa con qualsiasi altro uccello. Poco si sa delle sue vocalizzazioni, a parte che emette un richiamo relativamente dolce e melodioso, un canto ed un grido quando è in volo.
Le sue abitudini sono sconosciute. Resta spesso nascosto tra il fogliame e si nutre tra gli arbusti e sul terreno. Mangia principalmente semi, nonché insetti durante il periodo della nidificazione e quando è un pulcino nel nido. Al di fuori della stagione riproduttiva, vive in bande erranti, ma è meno socievole di tutti gli altri passeri durante il periodo della riproduzione, tanto da nidificare spesso in coppie isolate. I nidi sono delle sfere fatte di materiale vegetale secco e rivestite con materiali morbidi, come piume. Vengono costruiti nelle cavità degli alberi, negli argini, sui pendii rocciosi e all'interno di strutture artificiali o nidi di rapaci. La femmina depone cinque o sei uova e di solito ha due covate per stagione. Entrambi i genitori costruiscono il nido e si prendono cura delle uova e dei nidiacei.
Vengono distinte tre sottospecie, che differiscono per la colorazione d'insieme del piumaggio e per l'intreccio dei disegni sulla testa della femmina. La sottospecie P. a. ammodendri vive nelle regioni occidentali dell'areale, mentre le sottospecie P. a. stoliczkae e P. a. nigricans sono presenti in quelle orientali. Il suo areale si estende attraverso sei zone probabilmente disgiunte dell'Asia centrale, dal Turkmenistan centrale al Gansu settentrionale in Cina. Specie tipica dei deserti, il passero del saxaul predilige le zone dove crescono arbusti come i saxaul, nei pressi dei fiumi e delle oasi. Sebbene abbia perso una parte del suo territorio a causa della distruzione dei suoi habitat a favore dell'agricoltura, la specie non è seriamente minacciata dalle attività umane.

## Descrizione

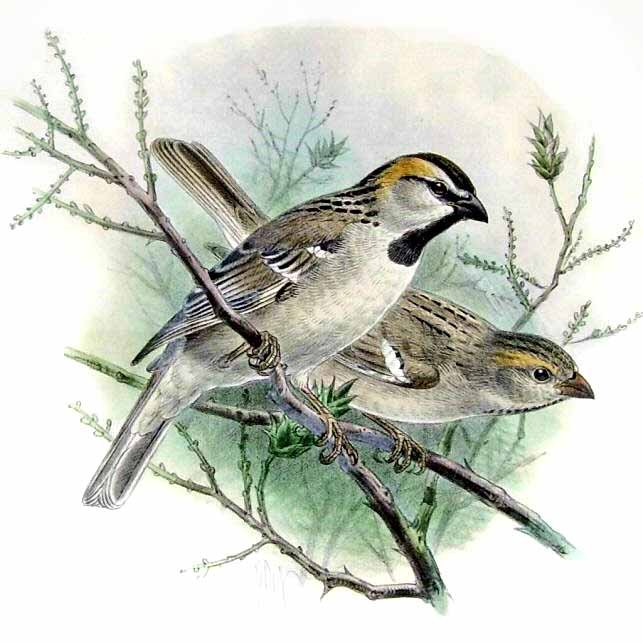
Una coppia raffigurata da Henry Eeles Dresser; il maschio è in primo piano, la femmina dietro.

Con una lunghezza di 14-16 centimetri ed un peso di 25-32 grammi, è uno dei passeri di maggiori dimensioni. La lunghezza delle ali varia da 7,1 ad 8,1 centimetri; quelle dei maschi sono generalmente più grandi. La coda è breve: misura tra 6,3 e 7 centimetri. Le zampe variano dal beige al beige rosato, con una lunghezza del tarso di 2 centimetri. Il becco, lungo tra 1 e 1,3 centimetri, è grigio chiaro nei giovani, giallo chiaro con la punta nera nelle femmine adulte e nero nei maschi adulti. Come tutti gli altri passeri, vola rapidamente e spesso si spinge a grande altezza.
Alcuni segni caratteristici, in particolare sulla testa, lo rendono praticamente inconfondibile dagli altri uccelli. È di colore opaco, con un piumaggio dal grigio al beige che varia sia a seconda delle sottospecie che da un esemplare all'altro. Gli individui della sottospecie P. a. ammodendri sono color sabbia, quelli della sottospecie P. a. nigricans sono un po' più scuri, mentre quelli della sottospecie P. a. stoliczkae sono marroni o rossi. Gli uccelli della sottospecie P. a. stoliczkae e quelli della sottospecie P. a. ammodendri diffusi nelle regioni sud-occidentali dell'areale differiscono anche dagli altri P. a. ammodendri per l'assenza di striature sul groppone e sulle copritrici sotto-caudali. Gli esemplari che vivono in Mongolia hanno il becco più largo e spesso ed ampie strisce bluastre sul petto.
Il maschio di passero del saxaul possiede dei segni ben visibili, con una striscia nera sulla parte superiore della testa e un'altra a livello degli occhi. Presenta inoltre un bavaglio nero che scende sul ventre. Rispetto a quello di altri passeri, è più stretto a livello del collo, ma più largo sul petto. Sui lati del vertice e del collo è situata una vistosa macchia rossa. Le guance sono di colore grigio chiaro o camoscio e le parti inferiori sono biancastre, sfumate di camoscio o di grigio sui fianchi. Il dorso è grigio o marrone, striato di nero in modo variabile. Le spalle sono leggermente striate con bande nere. La coda è fine e marrone, con i bordi e l'estremità delle piume più chiari. Le copritrici mediane sono nere con la punta bianca, mentre le altre piume delle ali sono marroni scure, cannella o nere con la punta camoscio, bianca o grigia chiara. Il piumaggio internuziale è leggermente più chiaro.
La femmina è abbastanza simile al maschio, ma più chiara e opaca. È color sabbia, grigia o marrone, con un dorso dai motivi analoghi a quelli del maschio ed un ventre bianco. La testa delle femmine delle sottospecie P. a. ammodendri e P. a. nigricans è grigia con delle macchie più scure sulla fronte, dietro gli occhi e sulla gola. La femmina della sottospecie P. a. stoliczkae è camoscio-marrone con la gola bianca, un vistoso sopracciglio chiaro, la fronte più scura e le guance chiare. Il giovane è simile alla femmina, dalla quale si differenzia solo per l'assenza di riflessi scuri sulla gola e sul vertice. Negli adulti, la muta inizia in luglio e termina a fine agosto o inizio settembre. La muta post-giovanile è completa e si verifica tra giugno e agosto.
Poco si sa delle sue vocalizzazioni. Il suo richiamo comune è un cinguettio, trascritto sotto forma di tchirp tchirp, più dolce e melodioso di quello del passero europeo. Emette un grido in volo trascritto come twirp e un canto che il naturalista russo V. N. Shnitnikov descrive come «non molto forte, ma piacevolmente melodioso con intonazioni abbastanza diversificate».

## Biologia

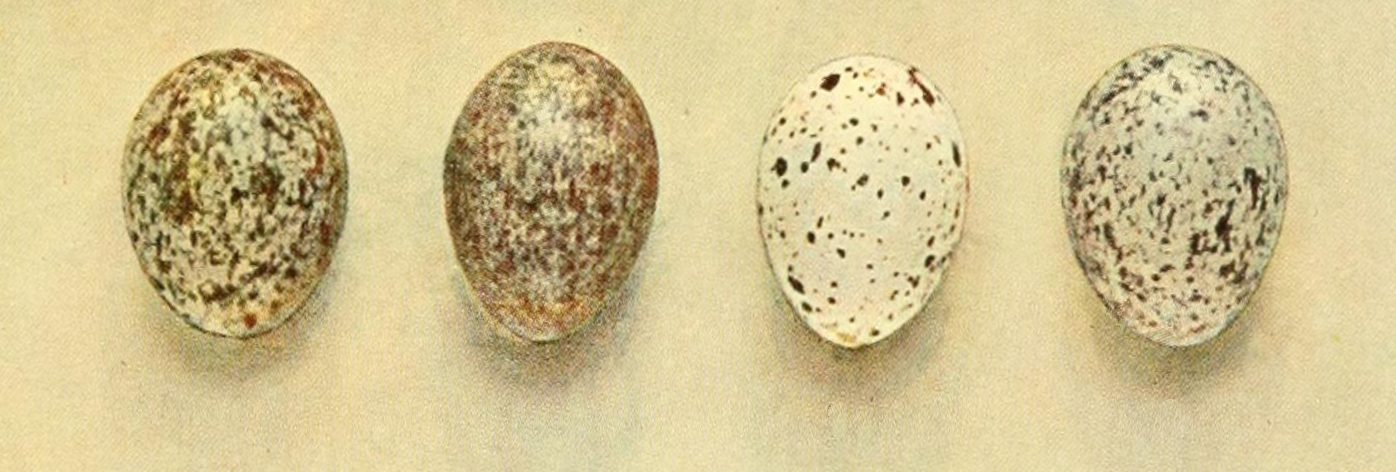
Le quattro uova raccolte da Nikolai Zarudny nella regione transcaspiana.

Non sappiamo molte cose sulle abitudini del passero del saxaul, a causa del suo habitat difficilmente accessibile. In molte zone in cui vive conduce un'esistenza particolarmente riservata e trascorre molto tempo nascosto tra il fogliame, ma gli esemplari che vivono in Mongolia sono stati descritti come «piuttosto fiduciosi». Al di fuori della stagione riproduttiva è socievole e può formare gruppi composti anche da cinquanta unità, talvolta associati a specie simili, come il passero mattugio, il passero sardo e il passero europeo.
In alcune aree, effettua piccole migrazioni locali. In primavera, gli uccelli si uniscono in gruppo prima di disperdersi in aprile. I semi, in particolare quelli del saxaul, costituiscono la maggior parte della sua dieta, ma esso consuma anche insetti, in particolare scarabei, cavallette e bruchi, soprattutto durante la nidificazione. Si alimenta sugli alberi e sul terreno. In uno studio sugli insetti somministrati ai nidiacei nella valle del fiume Ili, si è constatato che i principali insetti consumati erano coleotteri: curculioni e coccinelle rappresentavano rispettivamente il 60 e il 30% della dieta. Dato l'habitat in cui vive e la scarsità delle colture nel deserto, non è considerato nocivo per l'agricoltura. Dove l'acqua non è disponibile, può spostarsi più volte al giorno su lunghe distanze per bere.
Il passero del saxaul è meno socievole di tutti gli altri passeri durante il periodo di riproduzione, date le condizioni di aridità del suo habitat e la scelta dei siti di nidificazione, le cavità degli alberi e gli argini. Nidifica generalmente in coppie isolate, ma talvolta anche in piccoli gruppi, assieme a membri della sua stessa specie o con passeri europei o mattugi. La stagione di riproduzione è breve: termina non più tardi di maggio-luglio, e la maggior parte dei nidiacei nasce tra aprile e giugno. Stranamente, per essere un passero, non è mai stato rinvenuto un nido aperto situato sui rami, ma questo può dipendere semplicemente dalla mancanza di dati nella letteratura scientifica. I nidi sono spesso costruiti nelle cavità degli alberi, dove a volte sono molto vicini gli uni agli altri. Altri luoghi di nidificazione sono gli argini e i pendii rocciosi, ma sono stati trovati dei nidi all'interno di nidi di uccelli rapaci, su edifici abbandonati, muri e tralicci elettrici. I nidi situati in strutture costruite dall'uomo stanno diventando sempre più numerosi, in quanto i grandi alberi nell'habitat popolato dalla specie sono divenuti rari. I nidi possono anche essere costruiti vicino al terreno, specialmente quando sono situati sugli alberi.
I nidi sono delle specie di sfere, con un'entrata lateriale o superiore. Sono fatti di erba, radici e altri materiali vegetali e sono rivestiti con piume, peli e piante morbide. Il nido è costruito principalmente dalla femmina, anche se il maschio può partecipare attivamente alla sua edificazione. Ciascuna covata è composta generalmente da cinque o sei uova e di norma ne vengono deposte due all'anno. Le uova sono grandi, ovoidali e leggermente appuntite ad una estremità. Sono lucide, di colore bianco e punteggiate di grigio e di ruggine, o di marrone e giallo. In alcune covate, un uovo è nettamente più chiaro degli altri. Quattro uova raccolte da Zarudny nella regione transcaspiana avevano una dimensione media di 1,9 × 1,4 centimetri. Le femmine svolgono il ruolo principale nell'incubazione delle uova, ma queste possono anche essere covate dal maschio. Entrambi i genitori alimentano i nidiacei ogni 4-12 minuti. I giovani che hanno lasciato il nido restano nelle sue vicinanze fino a quando, parecchio tempo dopo aver effettuato la muta, partono per le zone di svernamento, seguiti dagli adulti.

## Distribuzione e habitat

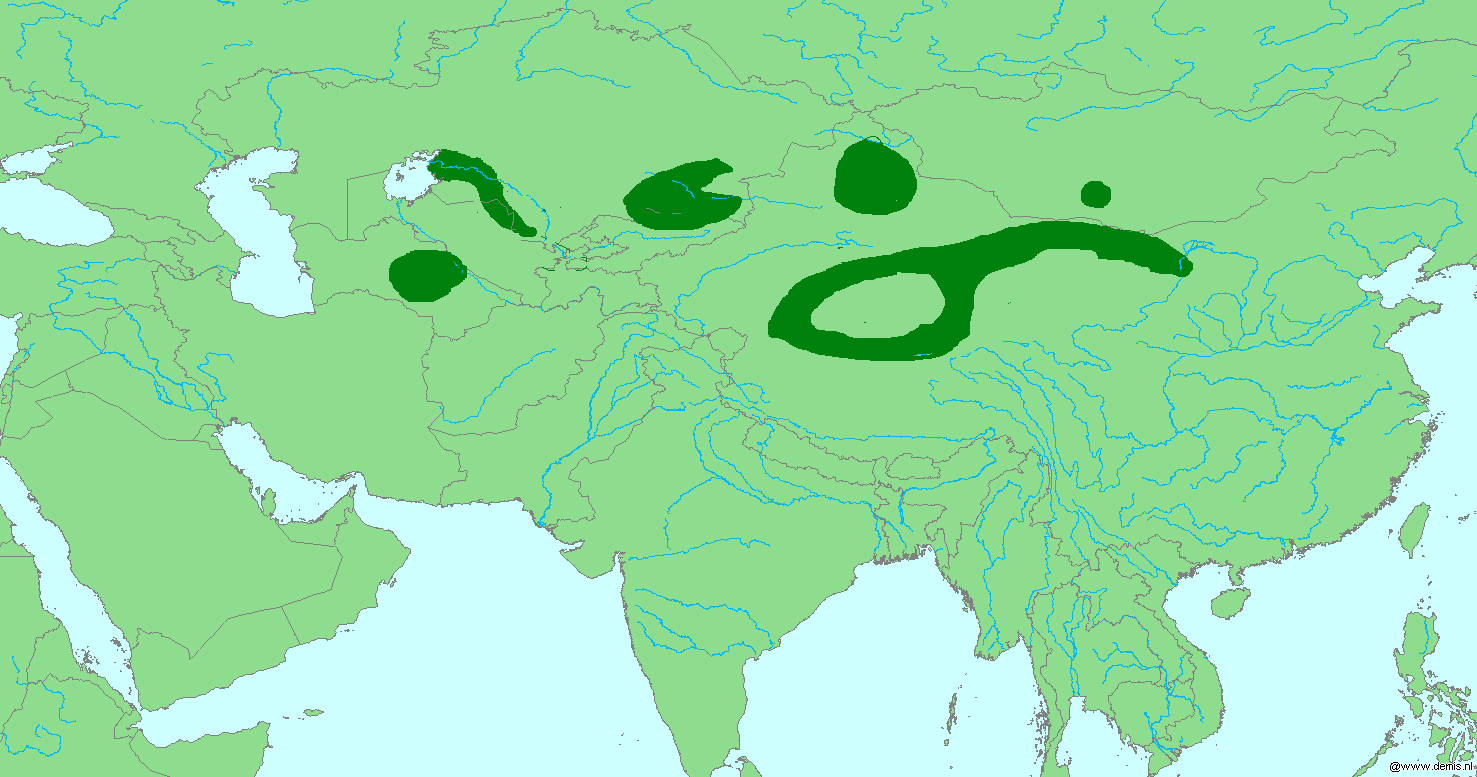
Areale approssimativo del passero del saxaul.

Il passero del saxaul vive in zone remote dell'Asia centrale, dove si pensa che sia diffuso in sei zone distinte, anche se, data la scarsità di informazioni a nostra disposizione, questa si tratta solo di un'ipotesi. È diffuso nei deserti, in particolare nei pressi dei fiumi e delle oasi. Di solito vive intorno ad arbusti come i saxaul (nome con il quale sono indicate alcune specie di Haloxylon), i pioppi (Populus) o le tamerici (Tamarix). Talvolta è possibile trovarlo in colonie attorno ai campi di cereali, soprattutto durante l'inverno. Non è considerato minacciato, in quanto viene segnalato come localmente comune in gran parte del suo territorio, e figura di conseguenza tra le «specie a rischio minimo» (Least Concern) sulla lista rossa dell'Unione internazionale per la conservazione della natura. Tuttavia, sembra che il suo areale si sia ridotto a causa dell'intensificazione dell'agricoltura e della desertificazione provocata dal sovrappascolo.

## Tassonomia

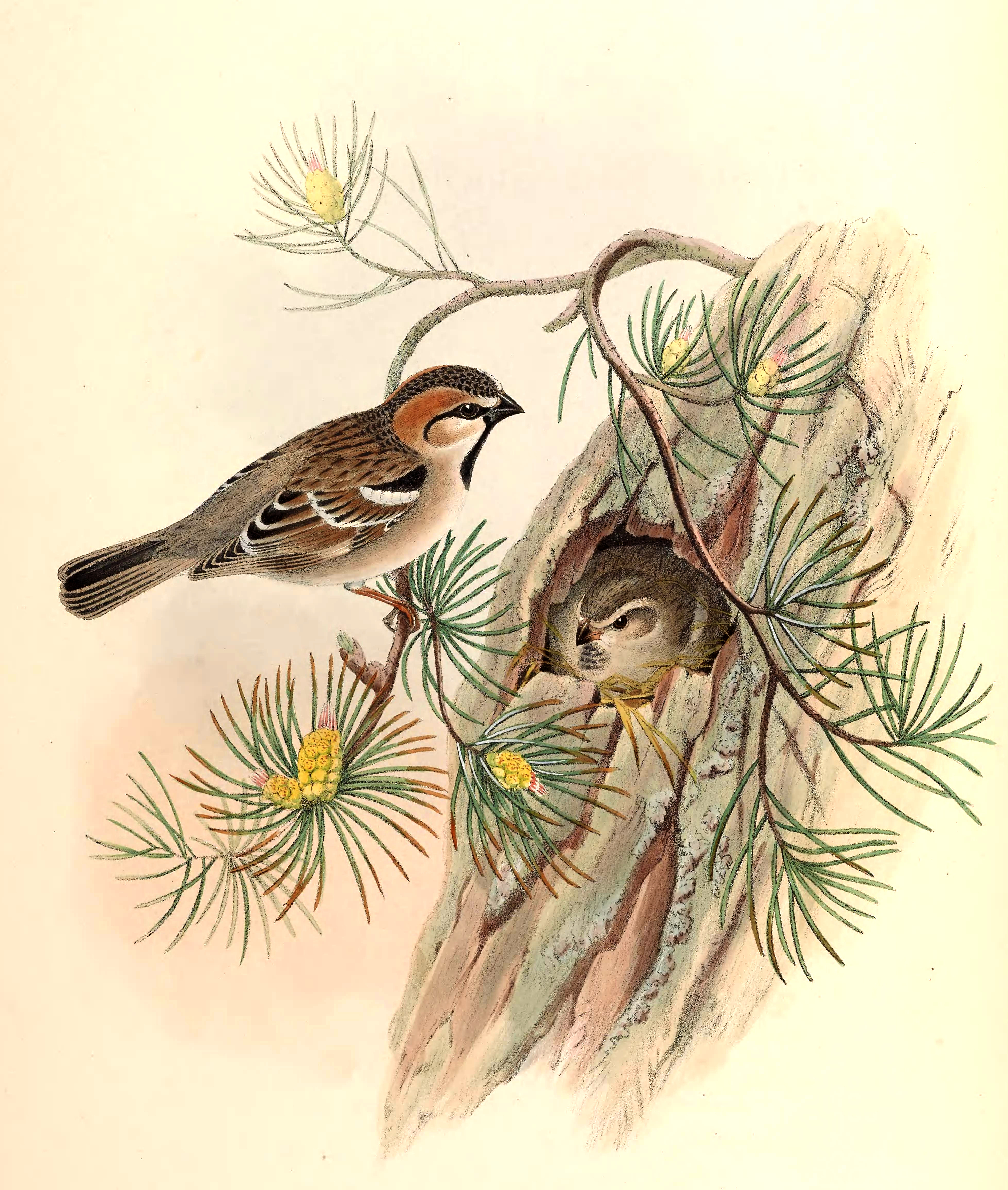
Illustrazione di Henry Constantine Richter raffigurante una coppia di passeri del saxaul tratta dal libro di John Gould The Birds of Asia.

Il passero del saxaul è stato descritto per la prima volta dallo zoologo inglese John Gould nel suo libro The Birds of Asia («Gli uccelli dell'Asia»), pubblicato nel 1872, a partire da un olotipo prelevato nei pressi di Kyzylorda, nell'attuale Kazakistan meridionale, dal naturalista russo Nikolai Severtzov. Severtzov aveva programmato di descrivere la specie sotto il nome di Passer ammodendri già da diversi anni e aveva distribuito ed esposto campioni di questa specie in diversi musei. Un esemplare arrivò tra le mani di Gould, che si affrettò subito a pubblicarne una descrizione. Severtzov descrisse la specie nel 1873, ma la descrizione fatta da Gould aveva la priorità sulla sua. Il nome ammodendri si riferisce al suo habitat desertico e deriva dal nome dell'Ammodendron, una specie di acacia del deserto il cui nome deriva a sua volta dal greco antico άμμος (ammos, «sabbia») e δένδρον (dendron, «albero»). Il nome comune fa riferimento all'albero chiamato saxaul, al quale esso è strettamente associato. Viene classificato nel genere Passer, assieme al passero europeo e ad una ventina di altre specie, anche se Nikolai Zarudny, nel 1890, creò appositamente per questa specie un genere a sé stante, Ammopasser.
I suoi rapporti di parentela con le altre specie del genere Passer non sono chiari, anche se il suo bavaglio nero l'ha fatto generalmente considerare come un membro del gruppo dei «passeri dal bavaglio nero dell'ecozona paleartica», ai quali appartiene anche il passero europeo. Secondo James Denis Summers-Smith i passeri della regione paleartica si sarebbero differenziati all'incirca tra 25.000 e 15.000 anni fa, nel corso dell'ultimo periodo glaciale. Durante questo periodo, alcuni passeri si sarebbero trovati isolati in rifugi liberi dai ghiacci, come certe regioni delle steppe dell'Asia centrale, evolvendosi in specie separate; Summers-Smith ha ipotizzato che questo potrebbe essere stato il caso del passero del saxaul. La genetica e le testimonianze fossili, tuttavia, suggeriscono che questa specie di Passer abbia un'origine molto più antica, risalente forse al Miocene o al Pliocene, come hanno ipotizzato nel 2001 Luis Allende e i suoi colleghi nella loro analisi filogenetica del DNA mitocondriale. Tale analisi suggerisce anche che il passero del saxaul potrebbe costituire una ramificazione precoce o una specie basale all'interno del suo genere, nonché un parente di alcune specie africane, quali il passero testagrigia settentrionale. Nel caso il passero del saxaul sia davvero imparentato con tali specie, si potrebbe pensare che in passato fosse stato presente anche nei deserti dell'Africa e dell'Arabia, oppure che entrambe le linee evolutive del genere Passer siano di origine africana.

Schema del piumaggio nuziale dei maschi delle sottospecie P. a. ammodendri (a sinistra) e P. a. stoliczkae (a destra).

Il passero del saxaul vive solamente in Asia centrale, dove in sei regioni disgiunte ne sono presenti almeno tre sottospecie. La sottospecie nominale, P. a. ammodendri, popola tre di queste aree, una nel bacino del Syr Darya in Kazakistan e in Uzbekistan, e un'altra a sud del lago Balkhash e a nord di Almaty, dove è comune solamente nella valle del fiume Ili. Nella terza di queste zone, comprendente il Turkmenistan centrale, l'Iran e, forse, l'Afghanistan, risiedono gli esemplari talvolta considerati come una sottospecie a parte, P. a. korejewi, che vi nidificano solo sporadicamente e migrano a sud durante l'inverno. La sottospecie denominata P. a. stoliczkae - in onore di Ferdinand Stoliczka - è stata descritta scientificamente da Allan Octavian Hume nel 1874, a partire da esemplari raccolti da Stoliczka nello Yarkand. Questa sottospecie è separata dalle altre due dalle montagne del Tien Shan. È diffusa in un'ampia fascia della Cina da Kashgar all'estremità occidentale della Mongolia Interna, attraverso le aree attorno al deserto del Taklamakan (ma probabilmente non nel deserto stesso, troppo inospitale), lo Xinjiang orientale, il Gansu settentrionale e le frange meridionali della Mongolia. Nell'estremità occidentale del deserto del Gobi troviamo una popolazione isolata, separata dagli altri P. a. stoliczkae dai monti Gurvan Saikhan Uul, che viene talvolta considerata come una sottospecie a parte, P. a. timidus. La sottospecie P. a. nigricans, descritta dall'ornitologo Leo Stepanian nel 1961, vive nella valle del Manas nello Xinjiang settentrionale.